# Wereldbeker schansspringen 2019/2020
De wereldbeker schansspringen 2019/2020 (officieel: Viessmann FIS Ski Jumping World Cup) ging van start op 22 november 2019 in het Poolse Wisła en eindigde op 10 maart 2020 in het Noorse Lillehammer.
Dit schansspringseizoen telde verschillende hoogtepunten, het vierschansentoernooi en de RAW air tour. De schansspringer die op het einde van het seizoen de meeste punten had verzameld, won de algemene wereldbeker.

## Mannen

### Kalender
| Datum                                                                                | Plaats                          | Schans                          | Opmerking                       | Eerste                                                                            | Tweede                                                                            | Derde                                                                   |
| ------------------------------------------------------------------------------------ | ------------------------------- | ------------------------------- | ------------------------------- | --------------------------------------------------------------------------------- | --------------------------------------------------------------------------------- | ----------------------------------------------------------------------- |
| 23/11/2019                                                                           | Wisła                           | HS134                           | Team                            | Oostenrijk Philipp Aschenwald Daniel Huber Jan Hörl Stefan Kraft                  | Noorwegen Daniel-André Tande Thomas Åsen Markeng Marius Lindvik Robert Johansson  | Polen Piotr Żyła Jakub Wolny Kamil Stoch Dawid Kubacki                  |
| 24/11/2019                                                                           | Wisła                           | HS134                           |                                 | Daniel-André Tande                                                                | Anže Lanišek                                                                      | Kamil Stoch                                                             |
| 30/11/2019                                                                           | Kuusamo                         | HS142                           | Avond                           | Daniel-André Tande                                                                | Philipp Aschenwald                                                                | Anže Lanišek                                                            |
| 01/12/2019                                                                           | Kuusamo                         | HS142                           | Avond                           | Afgelast                                                                          | Afgelast                                                                          | Afgelast                                                                |
| 07/12/2019                                                                           | Nizjni Tagil                    | HS134                           | Avond                           | Yukiya Sato                                                                       | Karl Geiger                                                                       | Philipp Aschenwald                                                      |
| 08/12/2019                                                                           | Nizjni Tagil                    | HS134                           | Avond                           | Stefan Kraft                                                                      | Killian Peier                                                                     | Ryoyu Kobayashi                                                         |
| 14/12/2019                                                                           | Klingenthal                     | HS140                           | Team                            | Polen Piotr Żyła Jakub Wolny Kamil Stoch Dawid Kubacki                            | Oostenrijk Philipp Aschenwald Gregor Schlierenzauer Michael Hayböck Stefan Kraft  | Japan Yukiya Sato Daiki Ito Junshiro Kobayashi Ryoyu Kobayashi          |
| 15/12/2019                                                                           | Klingenthal                     | HS140                           | Avond                           | Ryoyu Kobayashi                                                                   | Stefan Kraft                                                                      | Marius Lindvik                                                          |
| 21/12/2019                                                                           | Engelberg                       | HS140                           | Avond                           | Kamil Stoch                                                                       | Stefan Kraft                                                                      | Karl Geiger                                                             |
| 22/12/2019                                                                           | Engelberg                       | HS140                           |                                 | Ryoyu Kobayashi                                                                   | Peter Prevc                                                                       | Jan Hörl                                                                |
| Vierschansentoernooi 2020                                                            |                                 |                                 |                                 |                                                                                   |                                                                                   |                                                                         |
| 29/12/2019                                                                           | Oberstdorf                      | HS137                           | Avond                           | Ryoyu Kobayashi                                                                   | Karl Geiger                                                                       | Dawid Kubacki                                                           |
| 01/01/2020                                                                           | Garmisch-Partenkirchen          | HS140                           |                                 | Marius Lindvik                                                                    | Karl Geiger                                                                       | Dawid Kubacki                                                           |
| 04/01/2020                                                                           | Innsbruck                       | HS130                           |                                 | Marius Lindvik                                                                    | Dawid Kubacki                                                                     | Daniel-André Tande                                                      |
| 06/01/2020                                                                           | Bischofshofen                   | HS140                           | Avond                           | Dawid Kubacki                                                                     | Karl Geiger                                                                       | Marius Lindvik                                                          |
| Eindstand Vierschansentoernooi:                                                      | Eindstand Vierschansentoernooi: | Eindstand Vierschansentoernooi: | Eindstand Vierschansentoernooi: | Dawid Kubacki                                                                     | Marius Lindvik                                                                    | Karl Geiger                                                             |
| 11/01/2020                                                                           | Val di Fiemme                   | HS104                           | Avond                           | Karl Geiger                                                                       | Stefan Kraft                                                                      | Dawid Kubacki                                                           |
| 12/01/2020                                                                           | Val di Fiemme                   | HS104                           | Avond                           | Karl Geiger                                                                       | Stefan Kraft                                                                      | Dawid Kubacki                                                           |
| 18/01/2020                                                                           | Titisee-Neustadt                | HS142                           | Avond                           | Dawid Kubacki                                                                     | Stefan Kraft                                                                      | Ryoyu Kobayashi                                                         |
| 19/01/2020                                                                           | Titisee-Neustadt                | HS142                           |                                 | Dawid Kubacki                                                                     | Ryoyu Kobayashi                                                                   | Timi Zajc                                                               |
| 25/01/2020                                                                           | Zakopane                        | HS134                           | Team                            | Duitsland Constantin Schmid Markus Eisenbichler Stephan Leyhe Karl Geiger         | Noorwegen Marius Lindvik Robert Johansson Daniel-André Tande Johann André Forfang | Slovenië Anže Lanišek Domen Prevc Timi Zajc Peter Prevc                 |
| 26/01/2020                                                                           | Zakopane                        | HS134                           | Avond                           | Kamil Stoch                                                                       | Stefan Kraft                                                                      | Dawid Kubacki                                                           |
| 01/02/2020                                                                           | Sapporo                         | HS134                           | Avond                           | Yukiya Sato                                                                       | Stefan Kraft                                                                      | Dawid Kubacki                                                           |
| 02/02/2020                                                                           | Sapporo                         | HS134                           |                                 | Stefan Kraft                                                                      | Stephan Leyhe                                                                     | Ryoyu Kobayashi                                                         |
| 08/02/2020                                                                           | Willingen                       | HS145                           | Avond                           | Stephan Leyhe                                                                     | Marius Lindvik                                                                    | Kamil Stoch                                                             |
| 09/02/2020                                                                           | Willingen                       | HS145                           | Avond                           | Afgelast                                                                          | Afgelast                                                                          | Afgelast                                                                |
| 15/02/2020                                                                           | Bad Mitterndorf                 | HS235                           |                                 | Piotr Żyła                                                                        | Timi Zajc                                                                         | Stefan Kraft                                                            |
| 16/02/2020                                                                           | Bad Mitterndorf                 | HS235                           |                                 | Stefan Kraft                                                                      | Ryoyu Kobayashi                                                                   | Timi Zajc                                                               |
| 21/02/2020                                                                           | Râșnov                          | HS97                            |                                 | Karl Geiger                                                                       | Stephan Leyhe                                                                     | Stefan Kraft                                                            |
| 22/02/2020                                                                           | Râșnov                          | HS97                            |                                 | Stefan Kraft                                                                      | Karl Geiger                                                                       | Constantin Schmid                                                       |
| 28/02/2020                                                                           | Lahti                           | HS130                           | [ 2 ]                           | Stefan Kraft                                                                      | Karl Geiger                                                                       | Daniel-André Tande                                                      |
| 29/02/2020                                                                           | Lahti                           | HS130                           | Team                            | Duitsland Constantin Schmid Pius Paschke Stephan Leyhe Karl Geiger                | Slovenië Cene Prevc Timi Zajc Peter Prevc Anže Lanišek                            | Oostenrijk Philipp Aschenwald Daniel Huber Michael Hayböck Stefan Kraft |
| 01/03/2020                                                                           | Lahti                           | HS130                           |                                 | Karl Geiger                                                                       | Stefan Kraft                                                                      | Michael Hayböck                                                         |
| Raw Air 2020                                                                         |                                 |                                 |                                 |                                                                                   |                                                                                   |                                                                         |
| 07/03/2020                                                                           | Oslo                            | HS134                           | Team                            | Noorwegen Johann André Forfang Robert Johansson Daniel-André Tande Marius Lindvik | Duitsland Constantin Schmid Pius Paschke Stephan Leyhe Karl Geiger                | Slovenië Žiga Jelar Timi Zajc Anže Lanišek Peter Prevc                  |
| 08/03/2020                                                                           | Oslo                            | HS134                           |                                 | Afgelast                                                                          | Afgelast                                                                          | Afgelast                                                                |
| 09/03/2020                                                                           | Lillehammer                     | HS140                           | Avond                           | Peter Prevc                                                                       | Markus Eisenbichler                                                               | Stephan Leyhe                                                           |
| 10/03/2020                                                                           | Lillehammer                     | HS140                           | Avond                           | Kamil Stoch                                                                       | Žiga Jelar                                                                        | Timi Zajc                                                               |
| 12/03/2020                                                                           | Trondheim                       | HS138                           |                                 | Afgelast                                                                          | Afgelast                                                                          | Afgelast                                                                |
| 14/03/2020                                                                           | Vikersund                       | HS240                           | Team                            | Afgelast                                                                          | Afgelast                                                                          | Afgelast                                                                |
| 15/03/2020                                                                           | Vikersund                       | HS240                           | Avond                           | Afgelast                                                                          | Afgelast                                                                          | Afgelast                                                                |
| Eindklassement Raw Air:                                                              | Eindklassement Raw Air:         | Eindklassement Raw Air:         | Eindklassement Raw Air:         | Kamil Stoch                                                                       | Ryoyu Kobayashi                                                                   | Marius Lindvik                                                          |
| 19 maart tot en met 22 maart 2020: Wereldkampioenschappen skivliegen 2020 in Planica |                                 |                                 |                                 |                                                                                   |                                                                                   |                                                                         |

### Eindstanden
| Wereldbeker algemeen | Wereldbeker algemeen | Wereldbeker algemeen | Wereldbeker algemeen |
| #                    | Naam                 | Land                 | Punten               |
| -------------------- | -------------------- | -------------------- | -------------------- |
| 1                    | Stefan Kraft         | AUT                  | 1659                 |
| 2                    | Karl Geiger          | GER                  | 1519                 |
| 3                    | Ryoyu Kobayashi      | JPN                  | 1178                 |
| 4                    | Dawid Kubacki        | POL                  | 1169                 |
| 5                    | Kamil Stoch          | POL                  | 1031                 |
| 6                    | Stephan Leyhe        | GER                  | 917                  |
| 7                    | Marius Lindvik       | NOR                  | 906                  |
| 8                    | Peter Prevc          | SLO                  | 789                  |
| 9                    | Daniel-André Tande   | NOR                  | 721                  |
| 10                   | Philipp Aschenwald   | AUT                  | 622                  |

| Wereldbeker skivliegen | Wereldbeker skivliegen | Wereldbeker skivliegen | Wereldbeker skivliegen |
| #                      | Naam                   | Land                   | Punten                 |
| ---------------------- | ---------------------- | ---------------------- | ---------------------- |
| 1                      | Stefan Kraft           | AUT                    | 160                    |
| 2                      | Timi Zajc              | SLO                    | 140                    |
| 3                      | Piotr Żyła             | POL                    | 129                    |
| 4                      | Ryoyu Kobayashi        | JPN                    | 109                    |
| 5                      | Karl Geiger            | GER                    | 90                     |
| 6                      | Kamil Stoch            | POL                    | 86                     |
| 7                      | Antti Aalto            | FIN                    | 64                     |
| 7                      | Robert Johansson       | NOR                    | 64                     |
| 9                      | Domen Prevc            | SLO                    | 51                     |
| 9                      | Johann André Forfang   | NOR                    | 51                     |

## Vrouwen

### Kalender
| Datum                          | Plaats                  | Schans                  | Opmerking               | Eerste                                                                     | Tweede                                                    | Derde                                                                         |
| ------------------------------ | ----------------------- | ----------------------- | ----------------------- | -------------------------------------------------------------------------- | --------------------------------------------------------- | ----------------------------------------------------------------------------- |
| 07/12/2019                     | Lillehammer             | HS140                   |                         | Maren Lundby                                                               | Eva Pinkelnig                                             | Chiara Hölzl                                                                  |
| 08/12/2018                     | Lillehammer             | HS140                   |                         | Maren Lundby                                                               | Chiara Hölzl                                              | Sara Takanashi                                                                |
| 14/12/2019                     | Klingenthal             | HS140                   |                         | Chiara Hölzl                                                               | Ema Klinec                                                | Katharina Althaus                                                             |
| 11/01/2020                     | Sapporo                 | HS137                   | Avond                   | Marita Kramer                                                              | Maren Lundby                                              | Eva Pinkelnig                                                                 |
| 12/01/2020                     | Sapporo                 | HS137                   |                         | Eva Pinkelnig                                                              | Maren Lundby                                              | Daniela Iraschko-Stolz                                                        |
| 17/01/2020                     | Yamagata                | HS102                   | Avond                   | Eva Pinkelnig                                                              | Sara Takanashi                                            | Chiara Hölzl                                                                  |
| 18/01/2020                     | Yamagata                | HS102                   | Team                    | Oostenrijk Daniela Iraschko-Stolz Marita Kramer Chiara Hölzl Eva Pinkelnig | Japan Yuki Ito Nozomi Maruyama Sara Takanashi Yuka Seto   | Noorwegen Anna Odine Strøm Ingebjørg Saglien Bråten Silje Opseth Maren Lundby |
| 19/01/2020                     | Yamagata                | HS102                   | Avond                   | Eva Pinkelnig                                                              | Chiara Hölzl                                              | Maren Lundby                                                                  |
| 25/01/2020                     | Râșnov                  | HS97                    |                         | Chiara Hölzl                                                               | Katharina Althaus                                         | Eva Pinkelnig                                                                 |
| 26/01/2020                     | Râșnov                  | HS97                    |                         | Maren Lundby                                                               | Eva Pinkelnig                                             | Chiara Hölzl                                                                  |
| 01/02/2020                     | Oberstdorf              | HS137                   |                         | Chiara Hölzl                                                               | Maren Lundby                                              | Daniela Iraschko-Stolz                                                        |
| 02/02/2020                     | Oberstdorf              | HS137                   |                         | Chiara Hölzl                                                               | Maren Lundby                                              | Marita Kramer                                                                 |
| 08/02/2020                     | Hinzenbach              | HS90                    |                         | Chiara Hölzl                                                               | Maren Lundby                                              | Eva Pinkelnig                                                                 |
| 09/02/2020                     | Hinzenbach              | HS90                    |                         | Chiara Hölzl                                                               | Eva Pinkelnig                                             | Lara Malsiner                                                                 |
| 22/02/2020                     | Ljubno                  | HS94                    | Team                    | Oostenrijk Daniela Iraschko-Stolz Marita Kramer Eva Pinkelnig Chiara Hölzl | Slovenië Nika Križnar Špela Rogelj Katra Komar Ema Klinec | Noorwegen Anna Odine Strøm Thea Minyan Bjørnseth Silje Opseth Maren Lundby    |
| 23/02/2020                     | Ljubno                  | HS94                    |                         | Maren Lundby                                                               | Eva Pinkelnig                                             | Nika Križnar                                                                  |
| Raw Air 2020                   |                         |                         |                         |                                                                            |                                                           |                                                                               |
| 08/03/2020                     | Oslo                    | HS134                   |                         | Afgelast                                                                   | Afgelast                                                  | Afgelast                                                                      |
| 09/03/2020                     | Lillehammer             | HS140                   | Avond                   | Sara Takanashi                                                             | Maren Lundby                                              | Silje Opseth                                                                  |
| 10/03/2020                     | Lillehammer             | HS140                   | Avond                   | Maren Lundby                                                               | Silje Opseth                                              | Chiara Hölzl                                                                  |
| 12/03/2020                     | Trondheim               | HS138                   |                         | Afgelast                                                                   | Afgelast                                                  | Afgelast                                                                      |
| Eindklassement Raw Air:        | Eindklassement Raw Air: | Eindklassement Raw Air: | Eindklassement Raw Air: | Maren Lundby                                                               | Silje Opseth                                              | Eva Pinkelnig                                                                 |
| Blue Bird Tour 2020            |                         |                         |                         |                                                                            |                                                           |                                                                               |
| 14/03/2020                     | Nizjni Tagil            | HS97                    |                         | Afgelast                                                                   | Afgelast                                                  | Afgelast                                                                      |
| 15/03/2020                     | Nizjni Tagil            | HS97                    |                         | Afgelast                                                                   | Afgelast                                                  | Afgelast                                                                      |
| 21/03/2020                     | Tsjajkovski             | HS102                   |                         | Afgelast                                                                   | Afgelast                                                  | Afgelast                                                                      |
| 22/03/2020                     | Tsjajkovski             | HS140                   |                         | Afgelast                                                                   | Afgelast                                                  | Afgelast                                                                      |
| Eindklassement Blue Bird Tour: |                         |                         |                         | Afgelast                                                                   | Afgelast                                                  | Afgelast                                                                      |

### Eindstand
| #  | Naam                   | Land | Punten |
| -- | ---------------------- | ---- | ------ |
| 1  | Maren Lundby           | NOR  | 1220   |
| 2  | Chiara Hölzl           | AUT  | 1155   |
| 3  | Eva Pinkelnig          | AUT  | 1029   |
| 4  | Sara Takanashi         | JPN  | 785    |
| 5  | Katharina Althaus      | GER  | 617    |
| 6  | Daniela Iraschko-Stolz | AUT  | 506    |
| 7  | Nika Križnar           | SLO  | 497    |
| 8  | Ema Klinec             | SLO  | 496    |
| 9  | Marita Kramer          | AUT  | 475    |
| 10 | Silje Opseth           | NOR  | 472    |

## Uitzendrechten
- Canada: CBC Sports[3]
- Duitsland: ARD/ZDF[4]
- Finland: Yle
- Nederland: Eurosport
- Noorwegen: NRK
- Zweden: SVT[5][6]
- Zwitserland: SRG SSR[7]